# Saurüssel (Pass)
Der Saurüssel, auch Pichlhöhe genannt, ist ein 552 m ü. A. hoher Pass in den Ybbstaler Alpen zwischen Niederösterreich und Oberösterreich.
Der Saurüssel verbindet das Ennstal mit dem Ybbstal und liegt südlich des Gaflenzer Kaiblings sowie nördlich des Hegerbergs im Bereich der zur Weyer gehörenden Siedlung Pichlhöhe. Die Straßenverbindung zweigt in Weyer von der Weyerer Straße ab und endet in Krenngraben, einem Ortsteil von Hollenstein an der Ybbs, wo sie in die Ybbstal Straße einmündet. Über die Passhöhe verläuft die Landesgrenze zwischen Ober- und Niederösterreich.